# Lazaros Fytalis
Lazaros Fytalis (en griego: Λάζαρος Φυτάλης; * 1831 Tenos, † 1909 en Atenas) fue un escultor griego. Su obra incluye varias estatuas y bustos en Atenas y otras ciudades griegas. Fytalis murió en Atenas en 1909.
Su hermano mayor, Georgios Fytalis, también fue escultor.

## Galería
Lazaros Fytalis esculpió las estatuas del patriarca Gregorio V y Konstantinos Kanaris en Atenas. 

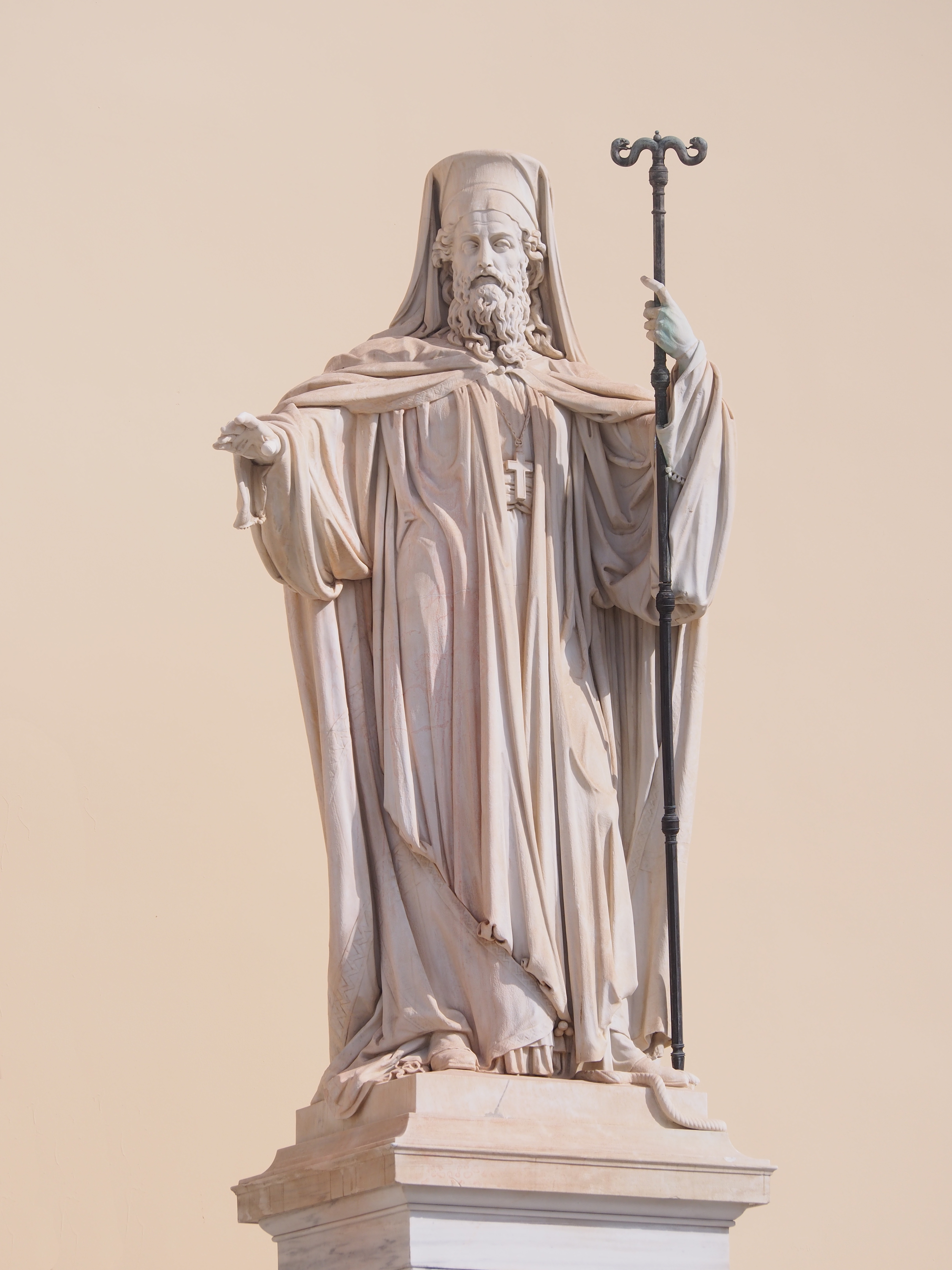
La estatua del patriarca Gregorio V en la Universidad de Atenas
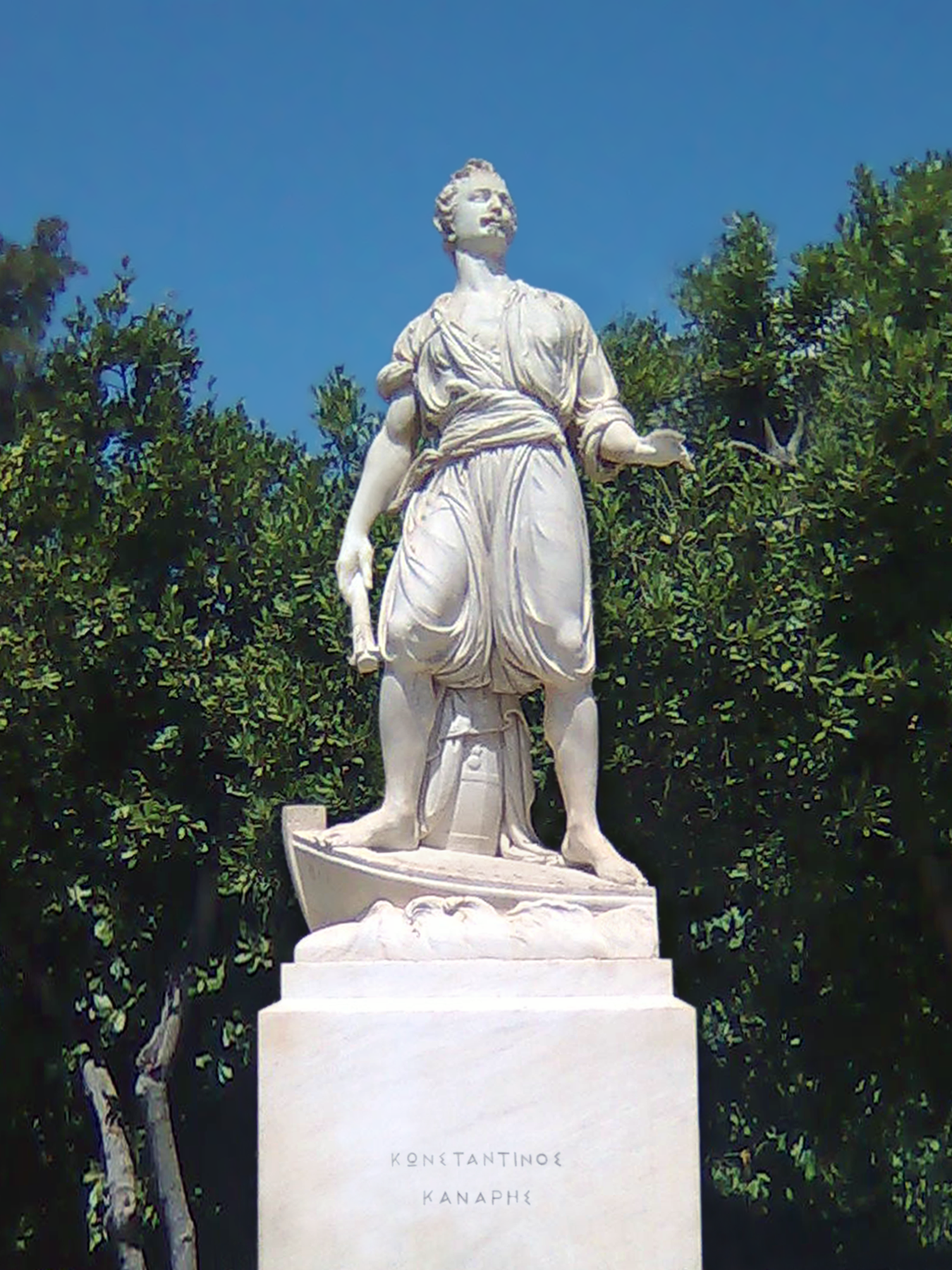
La estatua de Konstantinos Kanaris en Kypseli, Atenas